# Außerbittlbach
Außerbittlbach ist ein Gemeindeteil der Gemeinde Lengdorf im Landkreis Erding. Das Kirchdorf liegt auf einer Anhöhe über dem Isental, etwa in der Mitte zwischen Lengdorf und Innerbittlbach.

## Geschichte
758 übergab ein Adeliger namens Haholt aus dem Ort Bittlbach (Poatilinpach) seinen Sohn Arn dem Kloster zu Isen und damit dem Bischof zu Freising. Arn wurde ein bedeutender Kirchengelehrter und der erste Erzbischof von Salzburg. Er war ein Ratgeber der damals politisch Mächtigen: Herzog Tassilo von Bayern und später Karls des Großen.
Vom Hochmittelalter bis zur Säkularisation im frühen Königreich Bayern gehörte Außerbittlbach zur Obmannschaft Oberndorf der freisingschen Herrschaft Burgrain. Im Jahr 1739 bestand das Dorf aus 10 Anwesen, deren Grundherr das Burgrainer Kastenamt war. Im Zuge der Neuordnung Bayerns (Gemeindeedikt 1818) wurde der Ort der Gemeinde Lengdorf und somit dem Bezirksamt Erding zugeschlagen.
Ab dem 18. September 1900 hatte Außerbittlbach einen Haltepunkt (Bittlbach) an der Bahnstrecke Thann-Matzbach–Haag, der bei Penzing auf Westacher Gemeindegebiet lag. Der Personenverkehr wurde am 28. September 1968 eingestellt und die Gleisanlagen 1992 abgebaut.

## Filialkirche St. Stephanus

Filialkirche St. Stephanus, Innenansicht

Bereits 1315 wird eine Kirche als Filiale von Walpertskirchen genannt. Die heutige Kirche ist ein spätgotischer Saalbau aus der Zeit um 1500 mit polygonalem Chorabschluss und angefügter Sakristei. Der Dachreiter mit Zwiebelhaube und das Äußere und Innere wurden von Hans Kogler 1686 barockisiert. Die Kirche besteht im Inneren aus einem 3-jochigen Langhaus und einem polygonal abgeschlossenen 2-jochigen Chor. Das Bild auf dem Hochaltar (1765 von Matthias Fackler), das die Steinigung des hl. Stephanus darstellt, wurde 1768 vom Freisinger Hofmaler Johann Deyrer angefertigt.

## Dörfliche Infrastruktur
Seit mindestens des 17. Jahrhunderts gab es in Außerbittlbach ein Gasthaus, dieses wurde im Burgrainer Salbuch von 1630 angegeben. Im Jahr 1800 wird die Wirtschaft von Franz Kindleger erwähnt, die vor 1900 in den Besitz von Martin Altmann übergegangen ist. Das Dorfgasthaus musste um die Jahrtausendwende schließen.

## Bevölkerung
Im Mai 1987 lebten im Kirchdorf Außerbittlbach 58 Einwohner in 15 Wohngebäuden.
| Jahr      | 1871 | 1925 | 1950 | 1970 | 1987 |
| Einwohner | 63   | 61   | 73   | 61   | 58   |

Außerbittlbacher Ortskern von Ost
Ehemaliges Gasthaus Altmann